# Друшаутский портрет
Друшаутский портрет —  портрет Уильяма Шекспира, известный по гравюре, созданной Мартином Друшаутом и бывшей фронтиписом на титульном листе Первого Фолио — сборника пьес Шекспира, опубликованного в 1623 году. Это один из всего лишь двух портретов, которые можно с уверенностью идентифицировать как изображение Шекспира. Другим является скульптура, установленная в качестве посмертного памятника в родном городе Шекспира Стратфорде-на-Эйвоне. Обе работы были созданы после смерти Шекспира.
Хотя в качестве портрета для фронтисписа она является типичной для публикаций той эпохи, точные обстоятельства, окружающие создание гравюры, неизвестны. Неясно, какой из двух «Мартинов Друшаутов» создал гравюру, равно как и неизвестно, в какой степени её черты были скопированы с оригинальной картины или рисунок. Критики в целом никак не отреагировали на это как произведение искусства, хотя гравюра имела нескольких защитников, а участники дискуссии о так называемом Шекспировском вопросе часто утверждают, что якобы смогли найти закодированные сообщения в ней.